# Gaston Tschirren
Gaston Tschirren (Losanna, 3 febbraio 1906 – Ginevra, 26 febbraio 1983) è stato un calciatore svizzero, di ruolo attaccante.

## Carriera

### Nazionale
Ha collezionato 15 presenze con la propria nazionale.

## Palmarès

### Club

#### Competizioni nazionali
- Campionato svizzero: 2

Grasshoppers: 1926-1927
Losanna: 1931-1932
- Coppa Svizzera: 1

Grasshoppers: 1925-1926